# Leonid Serebriakov
Leonid Petróvich Serebriakov (en ruso: Леонид Петрович Серебряков) nació el 11 de junio de 1887 y murió fusilado el 1 de febrero de 1937. Fue un político bolchevique desde 1905. Entre 1919 y 1920, fue secretario del Comité Ejecutivo Central Panruso, siendo al mismo tiempo miembro del Revvoensoviet del frente sur. 
Entre 1920 y 1921, es el secretario del Comité Central del Partido Comunista de la Unión Soviética, y jefe del Comité Principal del servicio universal del trabajo (Главного комитета по проведению всеобщей трудовой повинности). En 1921, estuvo en el Comisariado del Pueblo de Ferrocarriles (NKPS, Народный комиссариат путей сообщения) de la RSFS de Rusia como comisario de la administración principal, siendo entre 1922 y 1924 Subcomisario del Pueblo.
Fue uno de los líderes de la Oposición de izquierda y firmante de la Declaración de los 46. Fue juzgado en el “Segundo Juicio de Moscú”, también llamado “proceso contra el centro paralelo trotskista”, siendo condenado a morir fusilado.
Fue rehabilitado en 1988.